# Омбелла-Мпоко
Омбелла-Мпоко — одна з 14 префектур Центральноафриканської Республіки.
Межує на півдні з префектурою Лобва, на заході з префектурами Мамбере-Кадеі, Нана-Мамбере і Уам-Пенде, на півночі з префектурою Уам, на сході з префектурою Кемо, на південному сході з Демократичною Республікою Конго. На півдні префектури знаходиться столичний округ Бангі.